# Afghanische Cricket-Nationalmannschaft in Bangladesch in der Saison 2016/17
Die Tour der afghanischen Cricket-Nationalmannschaft nach Bangladesch in der Saison 2016/17 fand vom 25. September bis zum 1. Oktober 2016 statt. Die internationale Cricket-Tour war Bestandteil der Internationalen Cricket-Saison 2016/17 und umfasste drei ODIs.

## Vorgeschichte
Für beide Mannschaften war es die erste Tour der Saison. Es ist auch die erste Tour der beiden Mannschaften gegeneinander überhaupt.

## Stadion
Das folgende Stadion wurde für die Tour als Austragungsort vorgesehen und am 25. September 2016 festgelegt.
| Stadion                                | Stadt | Kapazität | Spiele      |
| -------------------------------------- | ----- | --------- | ----------- |
| Sher-e-Bangla National Cricket Stadium | Dhaka | 26.000    | 1. – 3. ODI |

## Kaderlisten
Afghanistan benannte seinen Kader am 21. September 2016.
Bangladesch benannte seinen Kader am 22. September 2016.
| ODI | ODI |
| Bangladesch | Afghanistan |
| --- | --- |
| - Mashrafe Mortaza (K) - Imrul Kayes - Mahmudullah - Mosaddek Hossain - Mosharraf Hossain - Mushfiqur Rahim (wk) - Nasir Hossain - Rubel Hossain - Sabbir Rahman - Shafiul Islam - Shakib Al Hasan - Soumya Sarkar - Taijul Islam - Tamim Iqbal - Taskin Ahmed | - Asghar Stanikzai (K) - Fareed Ahmad - Mirwais Ashraf - Amir Hamza - Naveen-ul-Haq - Ihsanullah - Karim Janat - Rashid Khan - Nawroz Mangal - Mohammad Nabi - Shabir Noori - Rahmat Shah - Hashmatullah Shaidi - Mohammad Shahzad (wk) - Samiullah Shenwari - Dawlat Zadran - Najibullah Zadran |

## One-Day Internationals

### Erstes ODI in Dhaka
| 25. September Scorecard | Dhaka | Bangladesch 265 (50)           | – | Afghanistan 258 (50) |
|                         |       | Bangladesch gewinnt mit 7 Runs |   |                      |

Der bangladeschische Batsman Sabbir Rahman wurde auf Grund unangebrachter Worte gegenüber dem Umpire mit einer Geldstrafe belegt.

### Zweites ODI in Dhaka
| 28. September Scorecard | Dhaka | Bangladesch 208 (49.2)            | – | Afghanistan 212-8 (49.4) |
|                         |       | Afghanistan gewinnt mit 2 Wickets |   |                          |

### Drittes ODI in Dhaka
| 1. Oktober Scorecard | Dhaka | Bangladesch 279-8 (50)           | – | Afghanistan 138 (33.5) |
|                      |       | Bangladesch gewinnt mit 147 Runs |   |                        |